# Яструб сенегальський
Яструб сенегальський (Accipiter erythropus) — хижий птах роду яструбів родини яструбових ряду яструбоподібних. Мешкає в Західній та Центральній Африці. Виділяють два підвиди.

## Опис
Сенегальський яструб є одним із найменших яструбів. Довжина його тіла 23–28 см, розмах крил 40 см. Виду притаманний статевий диморфізм: самець важить 78–94 г, а самка 132–170 г. У самців номінативного підвиду верхня частина тіла темно-сіра, майже чорна, з білим півмісяцем над хвостом, який впадає в очі при польоті, а також з трьома білими смугами на темному хвості. Горло біле, нижня частина тіла біло-рожева. Очі оранжеві, навколо них кільце, восковиця оранжево-червона, ноги оранжево-жовті. В яструбів підвиду A. e. zenkeri нижня частина тіла рудуватіша, смуги на хвості помітніші. У молодих птахів нижня частина тіла коричневого кольору.

## Таксономія
Виділяють дві підвиди сенегальського яструба:
- Accipiter erythropus erythropus: від Сенегалу і Гамбії на захід до Нігерії.
- Accipiter erythropus zenkeri: від Камеруну на заході до західної Уганди на сході, від ДР Конго і Габону на півночі до північної Анголи на півдні.

Сенегальський яструб споріднений з савановим яструбом. Деякі дослідники пропонують виділити їх в окремий рід.

## Екологія
Сенегальський яструб мешкає на узліссях тропічних лісів, на галявинах, в старих вторинних лісах.

## Раціон
Здобиччю сенегальського яструба є невеликі пташки, а також ящірки, земноводні і комахи. Цей вид часто полює парами.

## Збереження
Це численний, широко поширений птах. МСОП вважає цей вид таким, що не потребує особливих заходів зі збереження.